# إدوارد هولكروفت
إدوارد هولكروفت (مواليد 23 يونيو 1987) هو ممثل إنجليزي، قام بدور البطولة في مسلسل اللعبة الإنجليزية.

## وصلات خارجية
- إدوارد هولكروفت على موقع IMDb (الإنجليزية)
- إدوارد هولكروفت على موقع قاعدة بيانات الفيلم (الإنجليزية)